# 6-アミノヘキサン酸二量体ヒドロラーゼ
6-アミノヘキサン酸二量体ヒドロラーゼ(6-aminohexanoate-dimer hydrolase、EC 3.5.1.46)は、以下の化学反応を触媒する酵素である。
N-(6-アミノヘキサノイル)-6-アミノヘキサン酸 + 水{\displaystyle \rightleftharpoons }2 6-アミノヘキサン酸
従って、この酵素の基質は、N-(6-アミノヘキサノイル)-6-アミノヘキサン酸と水の2つ、生成物は6-アミノヘキサン酸のみである。
この酵素は加水分解酵素、特に鎖状アミドの炭素-窒素結合に作用するものに分類される。系統名は、N-(6-アミノヘキサノイル)-6-アミノヘキサン酸 アミドヒドロラーゼ(N-(6-aminohexanoyl)-6-aminohexanoate amidohydrolase)である。他に、6-aminohexanoic acid oligomer hydrolase等とも呼ばれる。

## 構造
2007年末時点で、この酵素の3つの構造が解明されている。蛋白質構造データバンクのコードは、1WYB、1WYC、2DCFである。